# (15559) Abigailhines
(15559) Abigailhines (2000 GR23) – planetoida z pasa głównego asteroid okrążająca Słońce w ciągu 4,24 lat w średniej odległości 2,62 j.a. Odkryta 5 kwietnia 2000 roku.